# 願望樹
願望樹（英語：Final Romance）是一部2001年香港愛情電影，由導演麥兆輝執導，陳冠希、任達華等主演。

## 外部連結
- 香港影庫上《願望樹》的資料（繁體中文）
- 互联网电影数据库（IMDb）上《願望樹》的资料（英文）